# تذكرة الحفاظ (كتاب)
كتاب تذكرة الحفاظ لشمس الدين محمد بن أحمد بن عثمان بن قايماز الذهبي كتاب في السير الذاتية والتراجم لحفاظ العلم النبوي.

## الكتاب
قال الذهبي: هذه تذكرة بأسماء معدلي حملة العلم النبوي ومن يرجع إلى اجتهادهم في التوثيق والتضعيف والتصحيح والتزييف.

قسم الكتاب إلي إحدى وعشرين طبقة، ذكر في 
- الطبقة الأولي الخلفاء الراشدين وكبار الصحابة.
- الطبقة الثانية كبار التابعين.
- الطبقة الثالثة الطبقة الوسطى من التابعين ورأسها هو الحسن البصري وغالب ذلك كان في دولة يزيد بن معاوية وهشام بن عبد الملك.
- الطبقة الرابعة وهي الثالثة من التابعين.

ثم ذكر في الطبقات الآخري الأئمة بعد التابعين وحفاظ العلم النبوي حتي ذكر في
- الطبقة الحادية والعشرين ابن تيمية والمزي و الحارثي و ابن فرح وعلي بن عبد الكافي وابن جعوان.

ثم ذكر شيوخه بعد ذلك.